# Куки-монстр
«Куки-монстр» (англ. The Cookie Monster) — научно-фантастическая повесть американского писателя Вернора Винджа. Впервые была опубликована в октябрьском выпуске журнала Analog за 2003 год.

## Сюжет
История начинается с первого дня работы Дикси Мэй Ли, сотрудницы службы поддержки клиентов в вымышленной компании Muchatech. Она получает оскорбительное и загадочное электронное письмо и, в приступе ярости, решает выяснить, кто его отправил. Дикси Мэй и её коллега Виктор обыскивают кампус Лотсатех в поисках автора электронного письма, следуя подсказкам в заголовке. Они встречаются с Эллен, аспиранткой факультета информатики, которая решает попытаться помочь Дикси Мэй. Пока они разговаривают, возникает несколько загадок, убеждающих их в том, что электронное письмо может быть предупреждением о том, что в Лотсатехе что-то происходит с профессором Джерри Райх, который, похоже, участвует во всех проектах в кампусе. Эллен находит ещё одну подсказку в письме, ведущую их к другому зданию, где, к их удивлению, появляется вторая Эллен. Единственным объяснением этого было то, что все они всего лишь компьютерная симуляция.
Дальнейшие подсказки приводят их в подземную лабораторию, где они находят двух исследователей, работающих над улучшением методов производства и сохранения конденсатов Бозе — Эйнштейна. Когда Дикси Мэй и Эллен обнаруживают, что они симуляции, исследователи изучают электронную почту и находят подсказку, приводящую их к cookie-файлу, который передается от каждой итерации к следующей и содержит сообщения из вековых времен. Их моделировали снова и снова. Они также узнают, что письмо написала сама Дикси Мэй, чтобы сделать его наиболее оскорбительным и позволить исследователям получить доступ к файлу cookie на каждой итерации.
История заканчивается грустной Дикси Мэй, понимающей, что она не может остановить бесконечный цикл, в котором они все находятся. Однако благодаря передаче информации и идей от одной итерации к другой, когда-нибудь они смогут остановить симуляции.

## Награды
- Премия Хьюго в 2004 году за лучшую новеллу[2]
- Премия Locus Award 2004 года за лучшую новеллу[англ.][3]
- Финалист премии «Небьюла» за лучшую новеллу[4]